# Bad Gastein
Bad Gastein osztrák település Salzburg tartomány Sankt Johann im Pongau-i járásában. 2018 januárjában 3980 lakosa volt. Termálfürdője és sípályái miatt sok turistát vonz (2018-ban 1,2 millió vendégéjszakát realizált).

## Elhelyezkedése

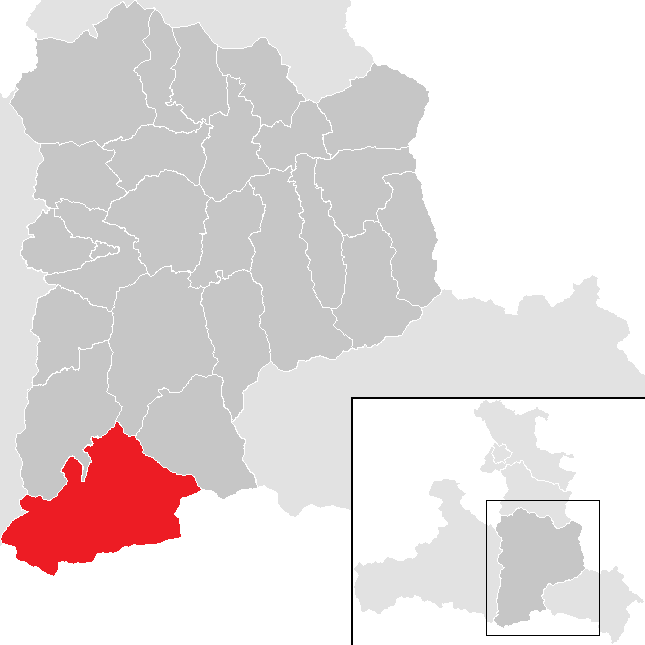
Bad Gastein a St. Johann im Pongau-i járásban

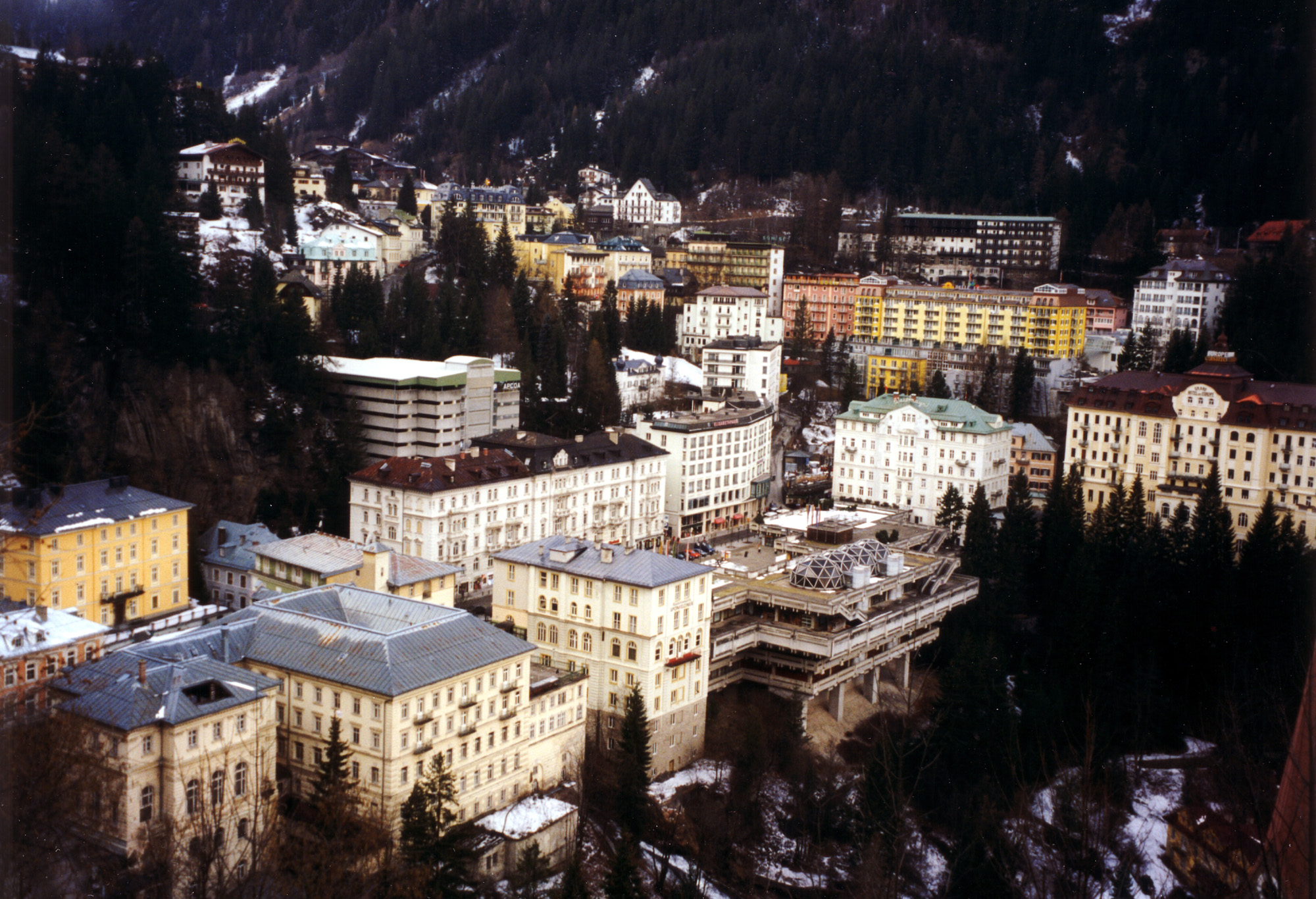
Bad Gastein központja

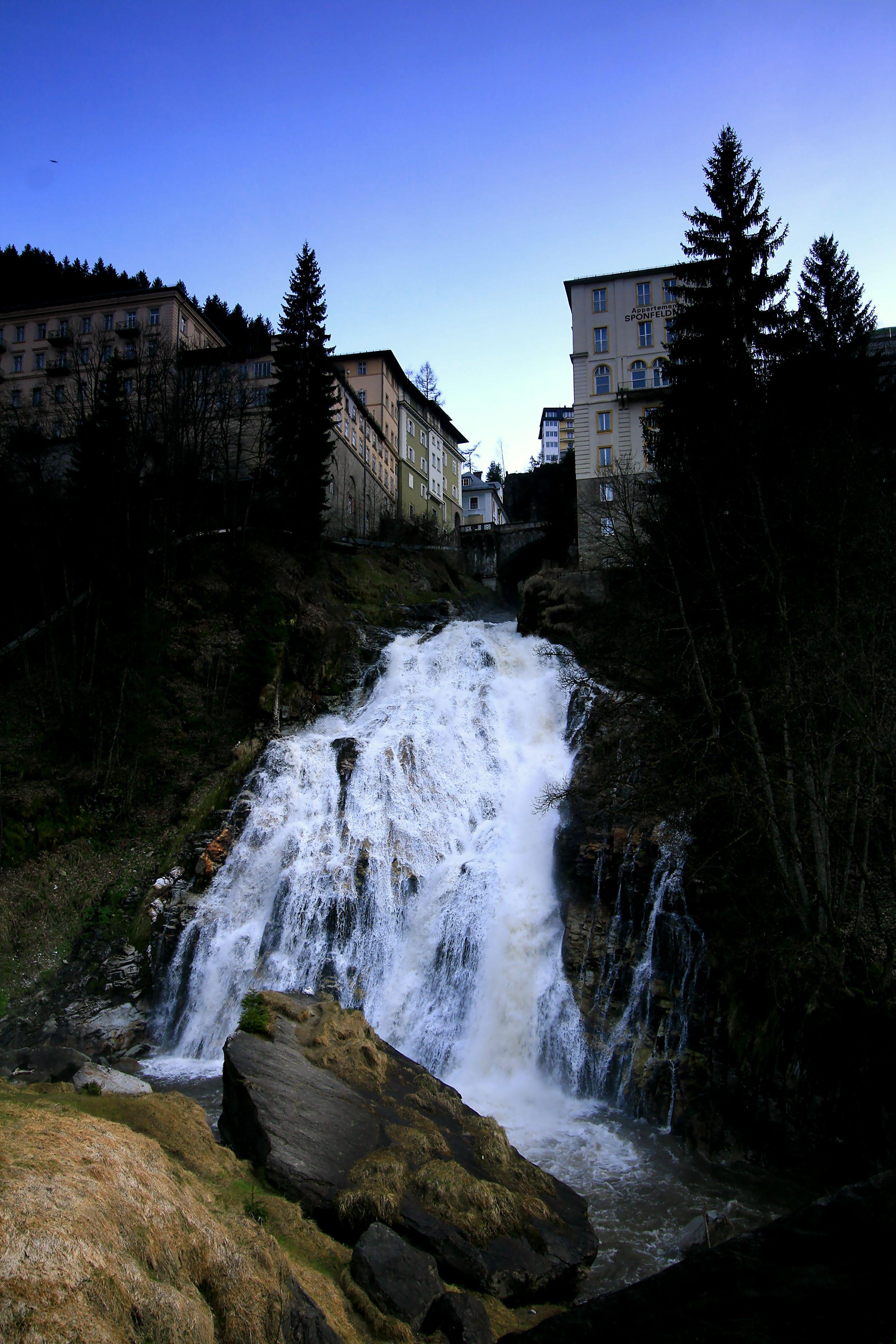
A gasteini vízesés

Bad Gastein a Magas-Tauern hegységben fekszik, a Graukogel lábánál, a Gasteiner Ache folyó mentén. A Magas-Tauern Nemzeti Park településeinek egyike. Fekvésének sajátossága, hogy központját a Gasteini-vízesés melletti meredek lejtőkön alakították ki, így utcái keskenyek és meredekek, kevés a beépíthető terület és a magas épületek városias hangulatot kölcsönöznek a településnek. Az önkormányzat 11 településrészt és falut egyesít: Anlauftal, Bad Gastein, Badberg, Badbruck, Böckstein, Hinterschneeberg, Kötschachdorf, Kötschachtal, Patschgsiedlung, Remsach és Sportgastein (Naßfeld). 
A környező önkormányzatok: nyugatra Rauris, északra Bad Hofgastein és Großarl, északkeletre Hüttschlag, délre Malta és Mallnitz (utóbbi kettő Karintiában).

## Története
Gastein neve először 963-ban szerepel az írott forrásokban. 1350-ben már ismertek voltak hőforrásai (összesen 17), amikre a 15. század második felében állandó fürdő létesült. Paracelsus, aki tanulmányozta az alpesi gyógyvizeket, 1525-ben részletesen írt Gasteinről és a források ásványi össztevőiről. Elsősorban reumatikus megbetegedések ellen használták, bár már ekkor is ismert volt, hogy eredmény csak többhetes kezeléstől várható. Az újkor kezdetén rendszeresen jártak ide gyógyulni vágyók, köztük főurak is, akik azonban sokat panaszkodtak a primitív szálláskörülmények miatt. A gyógyvizet nyitott favályúkban vezették a fogadókig. 1830-ban csőrendszert építettek, ki amely egészen Bad Hofgasteinbe vezette a vizet (oda addig szekérre rakott hordókban szállították).
1864-ben itt kötötte meg az Ausztria és Poroszország a gasteini konvenciót, melyben elosztották a német-dán háborúban megszerzett Schleswig és Holnstein kormányzási jogát.
Böckstein térségében a középkor óta bányásztak nemesfémeket. 1557-ben Gastein és a szomszédos Rauris 830 kg aranyat és háromszor annyi ezüstöt szolgáltatott be Salzburgnak (amely monopólimmal bírt a nemesfémek kereskedelmében). A bányászatot 1616-ban állami kézbe vették, majd 1868 után magánbefektetők vették át a feladatot. A 20. század elejére a telérek kimerültek, 1926-ban a bányát bezárták (bár a második világháború előtt ismét történtek próbálkozások a bányászat felélesztésére).  
Gastein a 19. század második felére nemzetközi hírű fürdővárossá nőtte ki magát, az "Alpok Monte Carlo"-jaként is emlegették. Franz Schubert itteni nyaralása során komponálta egyik, ún. gasteini zongoraszonátáját. A vasút (a Tauernbahn vonala) 1905-ben ért el a településre. Ezután építkezési láz kezdődött, pl. ekkor (1906-ban) épült a tízemeletes Grand Hotel de l'Europe. Az ekkori épületek máig meghatározzák a község képét.
A második világháború után a lefoglalt szállodákban mintegy 1300 zsidó menekültet helyeztek el, akiket az ebenseei táborból szállították át ide. A világháború után Gastein népszerűsége megkopott, többé nem tudta a felső osztályok luxusszanatóriumaként fenntartani magát, így 1946 után sípályákat létesítettek, fogadni kezdték az egészségbiztosítók betegeit, valamint wellness-szállók létesültek. A korábbi luxusszállodák idővel csődbe mentek, a Grand Hotel de l'Europe-t 1988-ban átalakították lakóházzá. 2017-ben a tartományi kormányzatnak kellett megvennie néhány üresen álló műemlék épületet (a Hotel Straubingert, a Badeschlosst és a postaépületet) és renoválták őket. 
1906-tól 1996-ig a község neve Badgastein volt, azóta írásmódja Bad Gastein.

## Lakosság
A Bad Gastein-i önkormányzat területén 2017 januárjában 3980 fő élt. A lakosságszám 2001-ben érte el a csúcspontját 5838 fővel, azóta csökken. 2015-ben a helybeliek 76,8%-a volt osztrák állampolgár; a külföldiek közül 5,7% a régi (2004 előtti), 7,7% az új EU-tagállamokból érkezett. 7,3% a volt Jugoszlávia (Szlovénia és Horvátország nélkül) vagy Törökország, 2,5% egyéb országok polgára. 2001-ben a lakosok 55,6%-a római katolikusnak, 6,3% evangélikusnak, 3,2% ortodoxnak, 4,5% mohamedánnak, 7,6% pedig felekezet nélkülinek vallotta magát. Ugyanekkor 34 magyar élt a községben; a németek után (70%) a legnagyobb nemzetiségi csoportokat a horvátok (5,5%), a szerbek (3,4%) és a törökök (3,3%) alkották.
A lakosság számának változása:

| 2016 | 4 148 |
| 2018 | 3 980 |

## Látnivalók

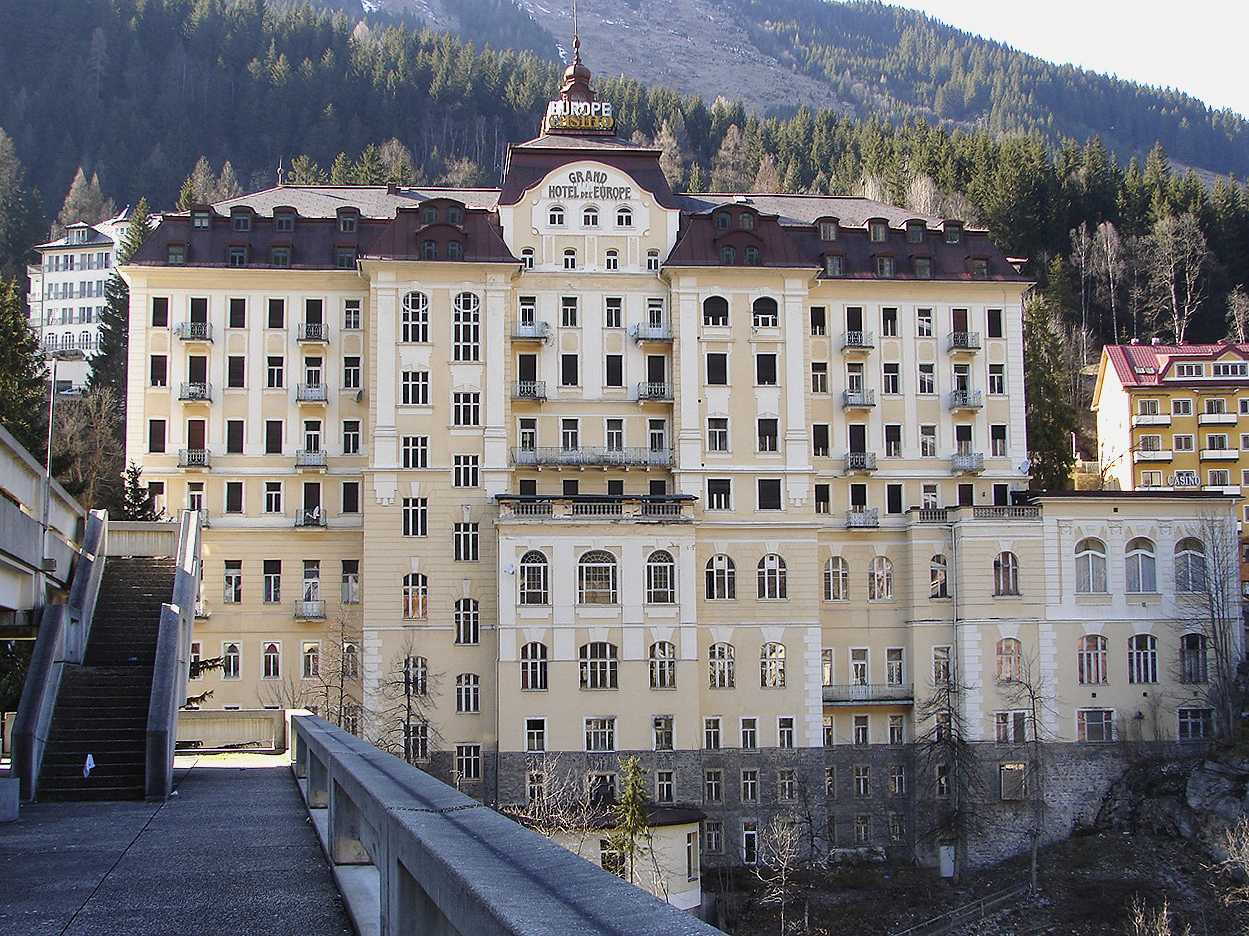
A Grand Hotel d'Europe

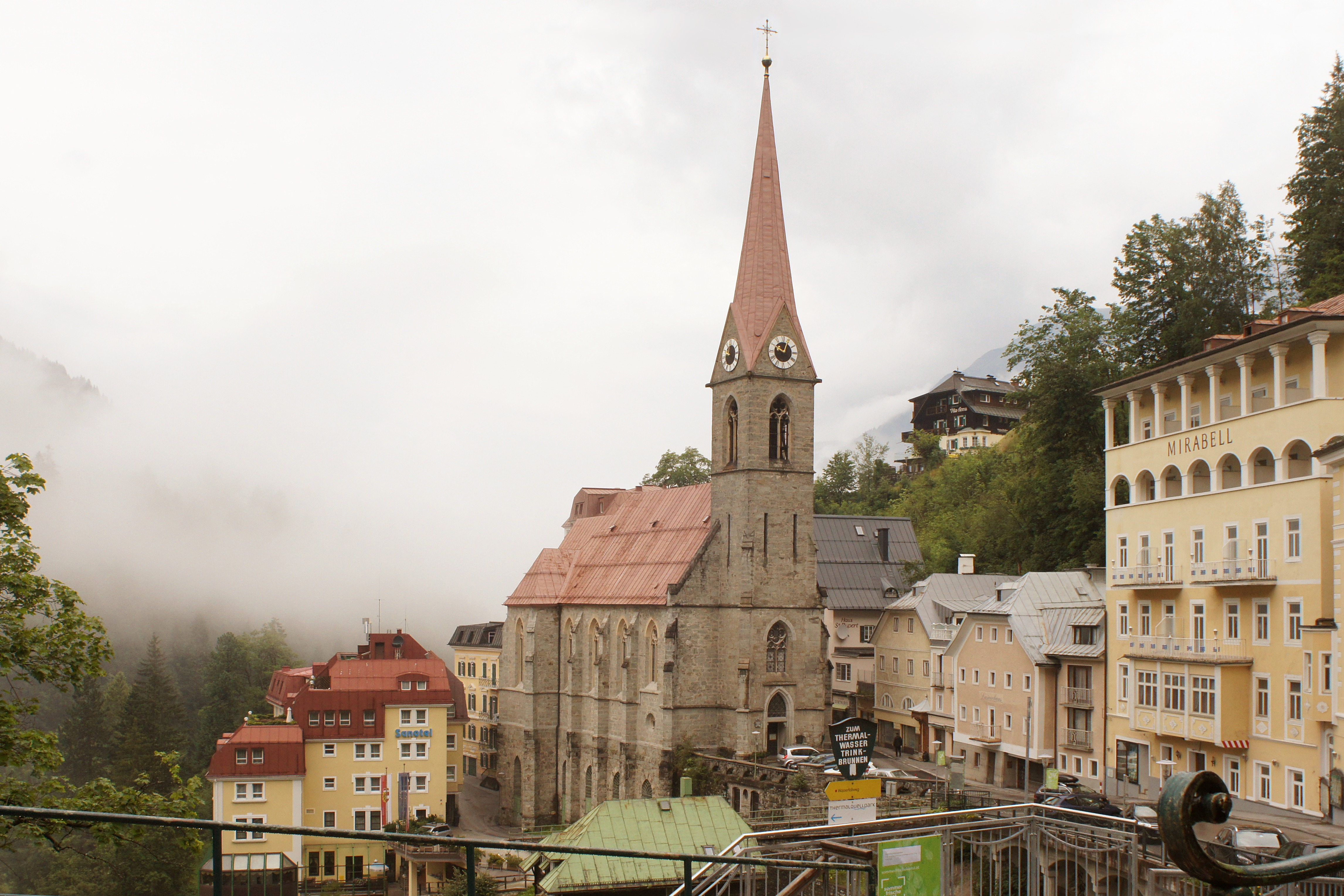
A Szt. Primus és Felicián-plébániatemplom

- a Szt. Primus és Felicián-plébániatemplom legalább 1122 óta létezik. 1876-ban neogótikus stílusban teljesen átépítették.
- az evangélikus templom
- a böcksteini Szűz Mária-templom
- a badbrucki Szt. Miklós-templom
- a 341 m szintkülönbségű gasteini vízesés
- a Grand Hotel de l´Europe és a gasteini múzeum
- a Hotel Weismayr 1888-ban készült el
- a Hotel Straubinger főépülete 1842-ben készült el. Itt írták alá a gasteni konvenciót.
- a Hotel Badeschlossban lakott I. Vilmos német császár, amikor 1893-1887 között (az 1866-os háborús év kivételével) Gasteinben kezeltette magát
- a Haus Austria (volt Hotel Austria) 2008-ig polgármesteri hivatal
- a Bad Gastein-i termálfürdő (Felsentherme)
- a böcksteini kastély
- a böcksteini bányászmúzeum
- a 2246 m-es Stubnerkogelen kiépített túraút, 140 m-es függőhíd és kilátó

## Híres Bad Gastein-iek
- Dorothea Hochleitner (1925-2012) olimpiai bronzérmes alpesi síző

## Fordítás
- Ez a szócikk részben vagy egészben  a   Bad Gastein című német Wikipédia-szócikk ezen változatának fordításán alapul.  Az eredeti cikk szerkesztőit annak laptörténete sorolja fel. Ez a jelzés csupán a megfogalmazás eredetét és a szerzői jogokat jelzi, nem szolgál a cikkben szereplő információk forrásmegjelöléseként.